# 아프리카대꼬리박쥐
아프리카대꼬리박쥐 또는 아프리카깍지꼬리박쥐(Coleura afra)는 대꼬리박쥐과에 속하는 박쥐의 일종이다. 앙골라와 베넹, 중앙아프리카공화국, 콩고, 콩고민주공화국, 코트디부아르, 지부티, 에리트레아, 에티오피아, 가나, 기니, 기니비사우, 케냐, 마다가스카르, 모잠비크, 나이지리아, 소말리아, 수단, 탄자니아, 토고, 우간다 그리고 예멘에서 발견된다. 자연 서식지는 건조 사바나 지역과 아북극권의 관목 지대 그리고 아열대 또는 열대 기후 지역의 건조 관목지대, 동굴 그리고 무더운 사막 지대이다. 서식지 감소로 멸종 위협을 받고 있지만, 아직 "관심대상종"으로 분류되고 있다.

## 특징
아프리카대꼬리박쥐의 몸무게는 10~12g으로 암컷이 수컷보다 약간 무겁다. 전완장의 범위는 45~55mm이다. 털은 진한 갈색이지만 배쪽은 약간 연한 색을 띤다. 코는 뾰족한 원뿔 모양의 "젖은 코"(rhinarium) 형태로 검고 털이 없다.

## 먹이
아프리카대꼬리박쥐는 식충성 박쥐로 특히 딱정벌레목과 나비목 곤충을 주로 먹는다. 먹이는 계절에 따라 영향을 많이 받으며 우기철에 먹이를 구하는 활동이 크게 증가한다.